# HD 81040 b
HD 81040 b는 항성 HD 81040를 도는, 매우 무거운 가스 행성이다. 이 행성의 최소 질량은 적어도 목성의 일곱 배 가까이 나가며, 궤도경사각이 밝혀지지 않았기 때문에 실제로는 더 무거울 수 있다. 항성을 1회 도는 데 걸리는 시간은 1000일 이상이다. 항성으로부터는 1.94 천문단위 떨어져 있다. 다만 궤도는 극도로 이심률이 높은데 그 값은 0.5이다.

## 물리적 특징
이 행성의 최소 표면 온도는 170 켈빈으로, 이 온도만 놓고 보면 수다르스키의 외계 행성 분류에 따르면 대기 상층부에는 물의 결정으로 이루어진 구름이 떠 있을 것이고, 행성은 마치 흰색의 공처럼 보일 것이다.
그러나 이 행성의 질량이 적어도 목성의 6.9배에 이르기 때문에 내부열로 말미암아 산술적 온도보다 실제 온도는 더 높을 것이다. 실제 온도는 400~450 켈빈 사이에서 형성될 것이고 겉모습 역시 구름 없이 맑을 것이다. 레일리 산란 때문에 행성 전체는 푸른색으로 보일 것이다.

## 위성 및 고리
이 행성의 질량이 크기 때문에, 100킬로미터 미만 크기까지 고려하면 위성을 수백 개는 거느릴 가능성이 있다. 확률적으로 우리 달보다 질량 큰 위성이 10개는 있을 것이다. 개중 질량이 가장 큰 것들은 우리 태양계의 암석 행성과 닮았을 것이며 작은 것들은 목성과 토성의 위성들과 비슷할 것이다.
b는 막대한 중력으로 근처 소행성들을 포획, 이들로 이루어진 고리를 가지고 있을 수도 있다. 또는 조석력 때문에 위성이 파괴되어 그 잔해물이 고리를 형성할 가능성도 있다.

## 같이 보기
- HD 33564 b

## 참고 문헌
- (영어) Sozzetti, A.; Udry, S.; Zucker, S.; Torres, G.; Beuzit, J. L.; Latham, D. W.; Mayor, M.; Mazeh, T.; Naef, D.; Perrier, C.; Queloz, D.; Sivan, J.-P. (2006). “A massive planet to the young disc star HD 81040”. 《Astronomy and Astrophysics》 449: 417–424. doi:10.1051/0004-6361:20054303.